# Forces Armades Populars d'Alliberament d'Angola
Les Forces Armades Populars d'Alliberament d'Angola (Forças Armadas Populares de Libertação de Angola) o FAPLA va ser originalment el braç armat del Moviment Popular per a l'Alliberament d'Angola (MPLA), però més tard (entre 1975 i 1991) es van convertir en les forces armades oficials d'Angola quan el MPLA va prendre el control de la govern.
Després dels acords de Bicesse el 1993, les FAPLA es van transformar en la Forces Armades Angoleses (Forcas Armades Angolanas) o FAA mitjançant la integració dels membres de les Forces Armades d'Alliberament d'Angola o FALA, que constituïen l'antic braç armat d'UNITA.

## Història
A principis de 1960 el MPLA va nomenar la seva guerrilla "Exèrcit Popular d'Alliberament d'Angola" (Exército Popular de Libertação de Angola - EPLA). Molts dels seus primers quadres havien rebut formació al Marroc i Algèria. El gener de 1963, en una de les seves primeres operacions, l'EPLA va atacar un lloc militar  portuguès a Cabinda, matant alguns soldats. A mitjans de la dècada de 1960 i principis de 1970, l'EPLA operava amb molt èxit des de bases a Zàmbia contra els portuguesos a l'est d'Angola. Després de 1972, però, l'eficàcia de l'EPLA declinar després de diverses victòries portugueses, les disputes amb el Front Nacional d'Alliberament d'Angola (FNLA), i el moviment d'uns 800 guerrillers de Zàmbia a la República del Congo.
L'1 d'agost de 1974 pocs mesos després que un cop d'Estat militar havia enderrocat al règim d'Oliveira Salazar i proclamat la seva intenció de concedir la independència a Angola, el MPLA va anunciar la formació de les FAPLA, que va substituir l'EPLA. James escriu que en 1974-75, '..després d'un període de sis mesos, Moscou va començar a armar exclusivament la facció de Neto. La Unió Soviètica va subministrar al MPLA amb 300 milions $ en material, en comparació amb 54 milions $ durant els catorze anys anteriors. Entre les armes que van anar al MPLA hi havia fusells d'assalt AK-47, morters de 120 mm, canons sense retrocés de 82 mm i 107 mm, canons antiaeris de 37 mm i 14,5 mm..' i tancs T-34, T-54 i PT-76. Independence was set for November 11, 1975.
El 1976 les FAPLA havia estat transformades d'unitats de la guerrilla amb armes lleugeres a un exèrcit nacional capaç de sostenir operacions de camp. Aquesta transformació va ser gradual fins a la intervenció soviètico-cubana i la consegüent insurgència d'UNITA, es va accelerar el ritme de canvi institucional amb el sobtat flux a gran escala d'armes pesants, tècnics adjunts i assessors.
A partir de 1978 les periòdiques incursions sud-africanes al sud d'Angola, juntament amb l'expansió cap al nord d'UNITA van obligar el govern d'Angola a augmentar la despesa en ajuda militar soviètica. La dependència també va augmentar el personal militar de la Unió Soviètica, de la República Democràtica alemanya (RDA), i Cuba.
A diferència dels estats africans que havien assolit la independència mitjançant un procés ordenat i pacífic de transferència institucional, Angola va heretar una desintegració de l'estat colonial l'exèrcit del qual estava en retirada. La confluència de la guerra civil, la intervenció estrangera, i la insurgència a gran escala va fer l'experiència d'Angola única. Després de la independència, les FAPLA va haver de reorganitzar-se simultàniament i immediatament per la guerra convencional amb Sud-àfrica i la contrainsurgència d'UNITA. Irònicament, un exèrcit guerriller que va dur a terme una insurgència reeixida durant més d'una dècada va arribar a patir el mateix tipus de lluita d'esgotament durant un període similar.

## Rendiment en combat

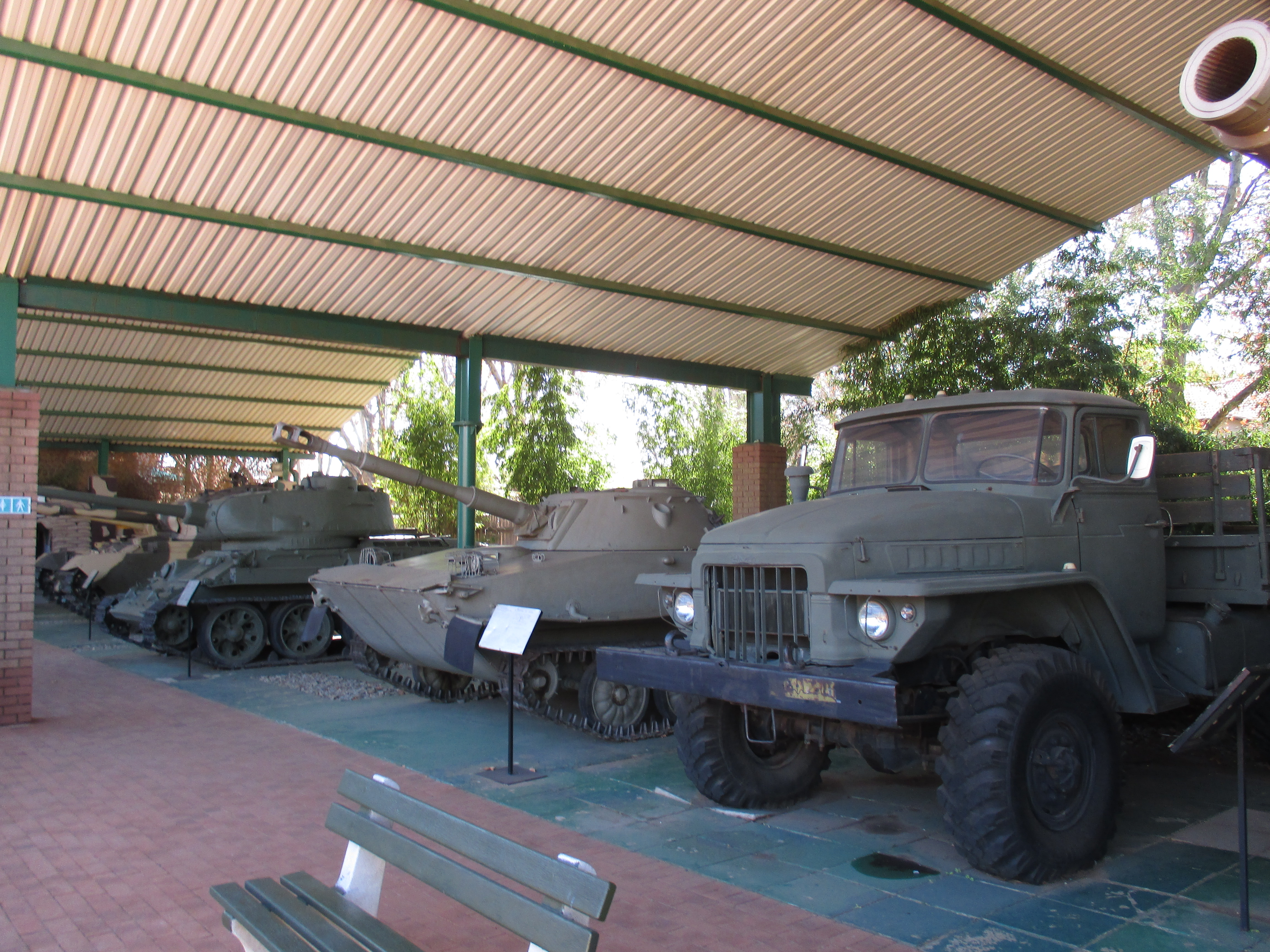
Línia de vehicles de combat decomissats al FAPLA al Museu d'Història Militar Nacional de Sud-àfrica: Ural-4320, PT-76, i tanc T-34-85.

La Library of Congress Country Studies va dir c.1988 que 'el rendiment militar de les FAPLA és difícil de mesurar, sobretot en vista dels informes propagandístics emesos per les diverses forces que lluitaven a la regió.' D'una banda, UNITA havien estès les seves operacions de les extremitats remotes del sud-est al llarg de tot el país en uns pocs anys després de la retirada de Portugal. La Força de Defensa de Sud-àfrica (SADF) havia ocupat parts del sud d'Angola durant períodes prolongats, pràcticament sense oposició, a l'efecte d'abastiment d'UNITA, intervenint en nom seu, realitzant vols de reconeixement i patrulles, i atacant campaments del SWAPO. UNITA va informar de la baixa moral entre els reclutes capturats del FAPLA, de manca de disciplina entre les tropes, de fortes pèrdues de personal i equip a la batalla, un sens fi d'emboscades i atacs contra les forces de les FAPLA, operacions de sabotatge reeixides, i desercions de batallons sencers de les FAPLA. A la fi de 1980, el ministre de Defensa d'Angola va demanar públicament una major disciplina a les FAPLA, citant informes de robatoris, assalts, i conductors militars ebris. Encara en 1988, arran dels informes d'augment de l'eficàcia de la Força Aèria Angolesa, el comandament de les Força Aèria Sud-africanes comandant va despatxar els angolesos com "molt poc professional", assenyalant que "el 50 per cent de la nostra amenaça és cubana".

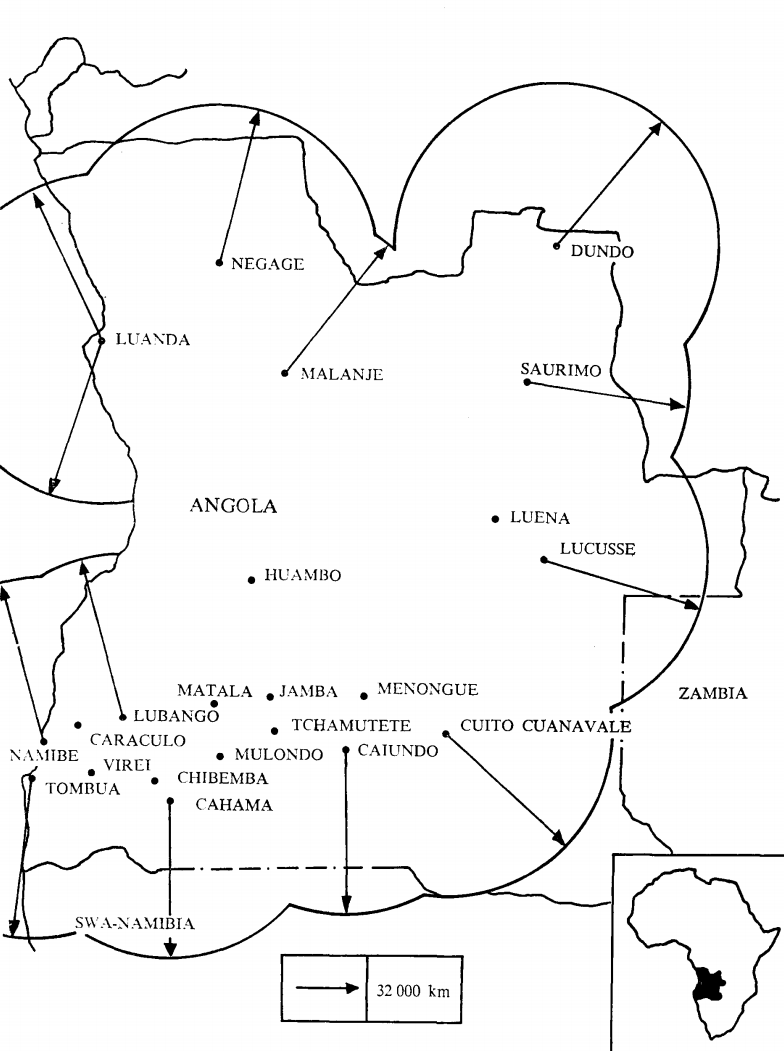
Xarxa de defensa aèria de les FAPLA en 1987.

D'altra banda, es podria argumentar que les FAPLA havia millorat substancialment les seves capacitats i el rendiment. En primer lloc, les FAPLA havia començat a desenvolupar i adquirir l'organització, doctrina i equipament d'un exèrcit convencional només durant la guerra civil de 1975-1976. A continuació, es van veure obligades a lluitar una guerra de contrainsurgència a les parts més remotes i de difícil accés del país a través de línies de comunicacions esteses, sense el transport aeri o terrestre o la infraestructura logística necessària. UNITA també va gaudir dels avantatges d'operar en zones poc poblades al llarg de les fronteres poroses amb Zàmbia i Zaire, amb ampli suport logístic i de combat de les SADF, per la qual cosa era impossible per les FAPLA aïllar o flanquejar UNITA. D'altra banda, els experts militars creuen que les tropes contrainsurgents han de superar en nombre a les guerrilles en un deu a un per guanyar aquestes guerres, una relació a la que les FAPLA mai es podrien aproximar. La força aèria i l'armada encara eren més endarrerides i calia anys per adquirir els actius i l'experiència necessària per a l'eficàcia de les operacions. Tot i que la marina era d'ús marginal a la guerra, el poder aeri era crític.
Va ser només després que es desplegaren prou avions i sistemes de defensa aèria a mitjans de la dècada de 1980 que Luanda va ser capaç de llançar i sostenir grans ofensives al sud.
L'agost de 1986, les FAPLA van repel·lir UNITA després que havien capturat Cuito Cuanavale durant l'Operació Alpha Centauri. Encara que van patir fortes pèrdues i potser van confiar massa en la doctrina militar soviètica, les FAPLA i la Força Aèria d'Angola (FAPA / DAA) a finals de 1980 van mostrar un augment de la força, posen major pressió sobre UNITA, i van augmentar els costos del suport de Sud-àfrica a UNITA. La determinació de Luanda i la millora de les capacitats i el rendiment de les seves forces armades estaven entre les condicions essencials sota les quals Sud-àfrica van acordar negociar la seva retirada d'Angola.
Howe escriu que el ministre de Defensa d'Angola va reconèixer que els alts funcionaris es van beneficiar significativament de la compra d'armes; un diari favorable al MPLA, Angolense va informar que els oficials superiors van rebre 320 milions $ en comissions.
Després de l'acord de pau amb UNITA abans de les eleccions generals d'Angola de 1992, ambdós exèrcits, FAPLA i UNITA, van començar integració. Tot i que la integració mai es va completar perquè UNITA va tornar a la guerra després de perdre les eleccions, es reanomenà Forces Armades Angoleses, perdent l'associació nominal amb el MPLA.

## Regions militars
Abans de 1988 les àrees d'operacions de les FAPLA es van dividir en deu regions militars. la Primera regió militar comprenia la província del Zaire i la província de Uíge, mentre que la Segona comprenia la província de Cabinda. La Cinquena i Sisena regions militars englobaven la frontera amb Namíbia al Sud. Tanmateix, a començaments de 1988, considerant aquesta estructura inadequada, el Ministeri de Defensa va anunciar la formació dels Fronts nord, est, sud i central. El front nord abastava les províncies de Zaire, Uige, Malanje, Kwanza-Nord i Bengo. El front est cobria les províncies de Lunda Nord, Lunda Sud i Moxico. No hi ha informació oficial disponible sobre els altres fronts en 1988, però se suposa que el front sud incloïa les províncies de Quando Cubango, Huila, Namibe, i el front central podria haver format per les províncies de Bié, Huambo, Benguela i Kwanza-Sud. No hi havia informació sobre l'estat de les províncise de Cabinda i Luanda, però potser es van mantenir com a regions separades causa de la seva importància estratègica i mida petita. A causa dels límits incerts d'aquests fronts, la majoria dels nous informes es refereixen a les regions militars com a àrees d'operació de les FAPLA.
A finals de 1988 el tinent general António dos Santos França(nom de guerre Ndalu) era el cap de l'estat major de les FAPLA i comandant de l'exèrcit. Havia ocupat aquests càrrecs des de 1982.